# Pueblo hurón

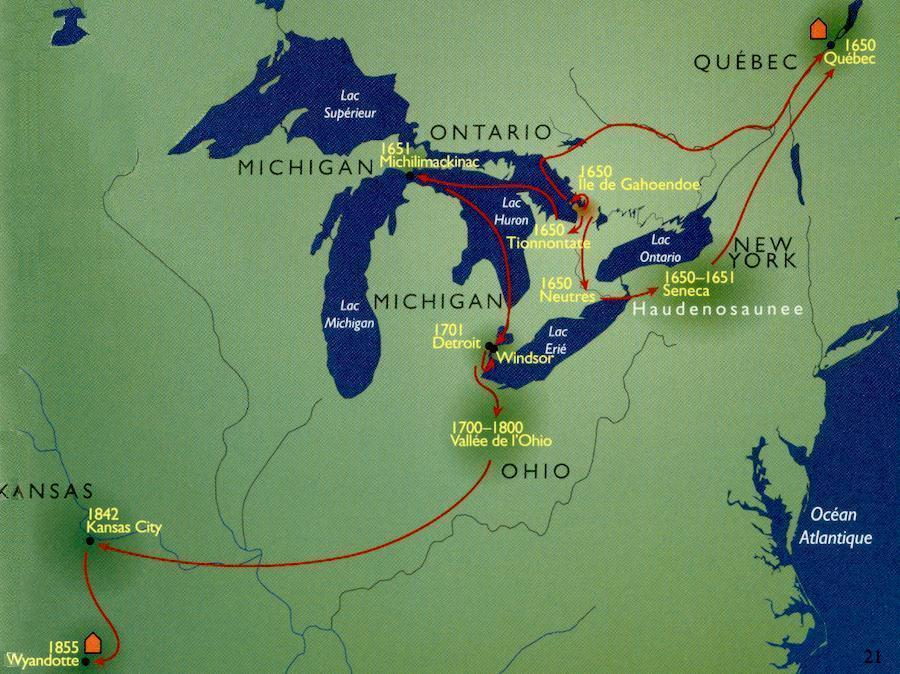
Huronie

Los hurones son unos indígenas norteamericanos, también conocidos como wyandot, que vivían en pequeñas comunidades de hasta 1000 individuos. Sus aldeas estaban bien fortificadas y en su interior construían casas de hasta 60 metros. Con el tiempo, los clanes hurones se dispersaron por todo el medio oeste, y se establecieron en Ohio, Míchigan y Wisconsin. Los hurones, expertos en la construcción de canoas de madera establecieron una red comercial que se extendía más allá de sus fronteras. También como los iroqueses, los hurones crearon una confederación de tribus independientes.
En la actualidad tienen una reserva en Quebec, Canadá. Además, tienen tres grandes asentamientos independientemente gobernados y reconocidos por Estados Unidos.

## Historia
Los orígenes de la Confederación Hurona no son del todo conocidos, pero los Hurones que entablaron contacto con los franceses afirmaban que comenzó en torno al 1.400 d. C. cuando se unieron dos tribus, la Tribu del Oso (Attignaouantan) y la Tribu de la Cuerda (Attinguenougnahak), a lo cual se fueron uniendo otras luego (la Tribu del Ciervo o Tahontaenrat, y la Nación de la Roca - o Ahrendarrhoron) para formar una Confederación de cuatro tribus, siendo un total de 20-30 mil personas. Geográficamente, la Tribu del Oso que concentraba alrededor del 50% de su población se hallaba en el extremo occidental de Huronia (S.O. del Lago Hurón, o bien entre este lago y el Lago Michigan). Antaño, habitaron en el territorio que posteriormente sería el sur de Ontario. 
Al igual que los iroqueses, el recurso principal de los hurones era la cosecha de maíz, judías y calabaza, complementado en parte por la caza y la pesca. Existía una división del trabajo en la cual mujeres realizaban la tarea de la agricultura y los hombres la pesca, siendo también estos últimos quienes realizaban expediciones de mediana y larga distancia, y tareas de intercambio con otras tribus. Las aldeas huronas estaban protegidas por empalizadas (troncos de madera unidos por ramas pequeñas, formando una barrera protectora ante el exterior) y las casas (longhouses) de paja unidas a un marco de madera liviano, llegaban a ser aprox. unas 50 por aldea, llegando a acomodar entre 8 y 10 familias. 
La relación con los franceses expedicionarios se remonta al 1608 cuando el explorador Champlain estableciera un puesto comercial en Quebec (cercano al río San Lorenzo) cuando fuera visitado en el Valle de Ottawa por un grupo de Algonquianos. Dicha tribu habitaba esa vasta región del N.E. de la actual Canadá y se relacionaba comercialmente con los hurones; Champlain decidió aliarse a los Algonquianos para generar una alianza comercial (sus pieles eran muy buenas y preciadas por los franceses) y a la vez para expulsar a los Iroqueses del Valle de San Lorenzo. Al año siguiente, Champlain observo que al regresar los Algonquianos, se hallaban en compañía de guerreros hurones, con los cuales habían emprendido el viaje. 
Champlain particularmente se interesaba por el tamaño de la Confederación Hurona y la capacidad de los hurones de poner trampas para capturar animales. Finalmente, con el tiempo estableció tratados de amistad en los términos planteados por los hurones según sus costumbres, puntualmente intercambios de personas (un francés y un hurón) para así generar vínculos de confianza y así fortalecer la relación de intercambio preferencial que garantizara un flujo de artículos de interés para los franceses (principalmente Maíz y pieles de castor, a cambio de artículos europeos). 
Misioneros y jesuitas franceses llegaron junto a los comerciantes y desarrollaron su prédica entre los años 1615 y 1629, en los cuales convirtieron al cristianismo algunos. Su relación era mala con respecto a los comerciantes franceses, quienes según los jesuitas daban un mal ejemplo a los nativos. De todos modos, entre las diversas tribus de la Confederación había disidencias respecto al cristianismo y la imagen de los sacerdotes; al 1645 los conflictos de base religiosa se agravaron generando facciones (de un lado y otro, respecto a aceptación o no de la cristiandad) dentro de las propias tribus. La que mayor amistad tenía con el cristianismo y los franceses era la Tribu del Oso, no así el resto de ellas. Tras el colapso de Huronia en 1649, las tribus de la Roca y del Ciervo fueron absorbidas por los Iroqueses, quienes antes habían sido rivales.
Después del colapso de Huronia (perdiendo los franceses su principal fuente de pieles y los jesuitas la posibilidad de crear una nación cristiana) hacia 1654 los franceses armaron una gran red comercial al norte de los Grandes Lagos, y los remanentes hurones y de otras tribus se les unieron, desarrollándose como una comunidad dentro de Nueva Francia y colaborando en las actividades comerciales, en medio de las disputas que los franceses tenían con Inglaterra y Holanda, entonces potencias ocupantes.

## Etimología
El nombre hurón tiene su origen en las pieles de ese animal o en su caso del castor desconocido en Europa que llevaban los indígenas de Terranova. El nombre fue probablemente usado por primera vez por pescadores vascos que faenaban por esas aguas muchos años antes que Jacques Cartier, sin permiso de la Corona española, se acercara a esas tierras. La versión francesa es la de que el nombre hurón proviene del francés hure, que significa villano, un término despectivo para referirse a la tribu.

## Enlaces
- Tratado entre indígenas de Ottawa, Chippewa, Wyandot, y Potawatomi

- Datos: Q213396
- Multimedia: Huron / Q213396